# اصلان خادارتسف
اصلان خادارتسف (به روسی: Асла́н Хада́рцев؛ ۴ فوریه ۱۹۶۱ –۷ مه ۱۹۹۰) کشتی‌گیر اوستیایی‌تبار اتحاد جماهیر شوروی بود که در دسته‌های سنگین‌وزن و فوق سنگین‌وزن کشتی آزاد رقابت می‌کرد. او برندهٔ سه مدال طلا (۱۹۸۳، ۱۹۸۶، ۱۹۸۷) و یک برنز (۱۹۸۹) از مسابقات قهرمانی کشتی جهان و دو مدال طلا (۱۹۸۸، ۱۹۸۹) و یک نقره (۱۹۸۶) از مسابقات قهرمانی کشتی اروپا است.
اصلان خادارتسف از امیدهای کسب مدال در بازی‌های المپیک ۱۹۸۴ لس آنجلس بود که به دلیل تحریم این دوره از بازی‌ها توسط شوروی، حضور در این مسابقات را از دست داد. همچنین برای بازی‌های المپیک ۱۹۸۸ سئول مدیران تیم ملی المپیک شوروی لری خابلوف را به عنوان نماینده دستهٔ ۱۰۰ کیلوگرم شوروی به این رقابت‌ها فرستادند و خادارتسف شانس حضور در این دوره را هم پیدا نکرد.
او در دوران فعالیت خود چهار بار قهرمان مسابقات قهرمانی اتحاد جماهیر شوروی شد. در مسابقات سال ۱۹۸۳ خادارتسف با پیروزی بر ایلیا ماته -دارندهٔ مدال طلای المپیک- قهرمان شوروی و ملی‌پوش شد. او در چند دورهٔ این مسابقات لری خابلف و دیوید گوبجیشویلی که از قهرمانان نامدار اتحاد شوروی بودند، را شکست داد. برادر کوچکتر او ماخاربک خادارتسف نیز در مسابقات قهرمانی جهان و المپیک به قهرمانی رسید.
او در مه ۱۹۹۰ در نزدیکی روستای خاتالدون اوستیای شمالی بر اثر تصادف رانندگی در ۲۹ سالگی درگذشت. اصلان خادارتسف به عنوان یکی از مشاهیر تاریخ کشتی آزاد در «تالار مشاهیر اتحادیه جهانی کشتی» قرار گرفته است.